# Lucienne de Saint-Mart
Lucienne Lemercier, dite Lucienne de Saint-Mart (née le 8 octobre 1866 à Laval - 28 mars 1953 à Laguna Beach) est une artiste peintre française qui est restée huit ans comme peintre de la cour du tsar Nicolas II de Russie. Elle était portraitiste, miniaturiste, paysagiste et copiste.

## Biographie
Lucienne Lemercier est la fille de l'écrivain Louis Lemercier de Neuville. Elle effectue ses études artistiques à partir de 1880.
Elle est formée tout d'abord à la sculpture qu'elle abandonne en 1880, pour se consacrer à la peinture avec Augustin Feyen-Perrin et Eugène Claude. Elle expose des pastels, des portraits, et devient réputée pour ses miniatures. Elle expose au Salon des artistes français en 1883 et 1889.
Après son mariage avec Georges-Maximilien de Saint-Mart en 1885, elle émigre aux États-Unis, en Virginie, à New York. Ils ont deux enfants : Jean (1890-1956), né en France, Georgette (1894-1990), née à Cobham.
À la mort de son mari en 1908, elle vit à Paris avec Georgette, sa fille, puis en Russie. Entre 1910 et 1918, elle est portraitiste à la cour de Nicolas II de Russie, où elle peint des miniatures des enfants du tsar, et un portrait du tsar. Elle quitte la Russie en 1917 lors de la Révolution russe de 1917. Elle rejoint les États-Unis.
Elle a vécu à La Nouvelle-Orléans avant de s'installer en Californie en 1934. Elle est morte à Laguna Beach en 1953. Elle y était membre de l'Art Association.

## Œuvres
Une de ses œuvres est exposée au Musée d'Art de Laguna Beach. Un portrait de François Barbé-Marbois et de Judah Touro est au Musée de l'état de Louisiane.

## Sources
- David Karel, Dictionnaire des artistes de langue française en Amérique, 1992.
- Edan Milton Hughes, Artists in California, 1786-1940: L-Z, Crocker Art Museum, 2002